# Žena beze stínu
Žena beze stínu (německy Frau ohne Schatten) Op. 65, je opera Richarda Strausse na libreto Hugo von Hofmannsthal, kterou vytvořil v letech 1910–1917. Premiéra proběhla 10. října 1919 ve Vídeňské státní opeře. O několik dní později proběhla premiéra v Semperově opeře v Drážďanech. Opera byla přijata rezervovaně, údajně kvůli komplikovanému a symbolickému libretu.

## Role a jejich představitelé při premiéře
| Role                                                                                   | hlasový obor                                                                           | obsazení, 10. října 1919 dirigent: Franz Schalk |
| -------------------------------------------------------------------------------------- | -------------------------------------------------------------------------------------- | ----------------------------------------------- |
| Císař (Der Kaiser)                                                                     | tenor                                                                                  | Karl Aagard Østvig                              |
| Císařovna (Die Kaiserin), dcera Keikobadova                                            | dramatický soprán                                                                      | Maria Jeritza                                   |
| její Chůva (Die Amme)                                                                  | dramatický mezzosoprán                                                                 | Lucie Weidt                                     |
| Barak, barvíř (Barak, der Färber)                                                      | basbaryton                                                                             | Richard Mayr                                    |
| Barvířova žena (Die Färberin)                                                          | dramatický soprán                                                                      | Lotte Lehmann                                   |
| Jednooký (Der Einäugige), Barakův bratr                                                | bas                                                                                    | Viktor Madin                                    |
| Jednoruký (Der Einarmige), Barakův bratr                                               | bas                                                                                    | Julius Betetto                                  |
| Hrbatý (Der Bucklige), Barakův bratr                                                   | tenor                                                                                  | Anton Arnold                                    |
| Keikobadův posel (Geisterbote)                                                         | baryton                                                                                | Josef von Manowarda                             |
| Hlas sokola (Die Stimme des Falken)                                                    | soprán                                                                                 | Felicie Hüni-Mihacsek                           |
| Zjevení mladíka (Die Erscheinung eines Jünglings)                                      | tenor                                                                                  |                                                 |
| Strážce u vstupu do chrámu (Der Hüter der Schwelle des Tempels)                        | soprán nebo kontratenor                                                                | Sybilla Blei                                    |
| Hlas shůry (Stimme von oben)                                                           | kontraalt                                                                              | Maria Olczewska                                 |
| hlasy nenarozených dětí, tři městští strážci, císařovnino služebnictvo, děti, duchové. | hlasy nenarozených dětí, tři městští strážci, císařovnino služebnictvo, děti, duchové. | sbor                                            |

## Děj opery

### Děj před začátkem opery
Císař na lovu pronásleduje bílou gazelu. Poté, co ji zasáhne šípem, gazela se promění v krásnou dívku. Je to zakletá dcera krále duchů Keikobada (jméno je převzato od perského mytologického krále Kai Kobada) a smrtelné ženy. Císař se do ní zamiluje a pojme ji za manželku. Ztratí ale během lovu svého sokola. Císařovna se ale nestala zcela lidskou bytostí, nevrhá stín a nemůže mít děti.

### První jednání
Přichází posel z říše stínů a sděluje chůvě, že pokud císařovna do tří dnů nezíská stín, bude se muset vrátit do říše duchů a císař zkamení. Nic netušící císař se vypravuje na lov a chce nalézt svého ztraceného sokola. Císařovna spolu s chůvou se vypravují k lidem. Přicházejí do rodiny chudého barvíře Baraka. Od jeho manželky se snaží koupit její stín a tím i její plodnost. Ozývají se hlasy barvířštiných dosud nenarozených dětí, ale obě ženy nakonec uzavřou obchodní smlouvu.

## Inscenační historie
Premiéra opery proběhla 10. října 1919 ve Vídeňské státní opeře pod taktovkou Franze Schalka a v režii Hanse Breuera. Roli císařovny zpívala zpěvačka českého původu Maria Jeritza.
Téhož roku uvedla dílo Semperova opera v Drážďanech, dirigentem byl Fritz Reiner.
Roli barvířky často zpívala česká sopranistka Ludmila Dvořáková.
- 2013 – Bavorská státní opera, Mnichov. Dirigent Kirill Petrenko, režie Krzysztof Warlikowski, scéna a kostýmy Małgorzata Szczesniak, světla Felice Ross, sbormistr Sören Eckhoff.(premiéra 21. listopadu 2013) [3]

- 2017 – Musiktheater v Linci (Musiktheater Linz); opera byla uvedena v nové budově pod taktovkou nastupujícího nového ředitele Markuse Poschnera (premiéra 30. září 2017).[4]

- 2019 – Vídeňská státní opera, dne 25. května 2019 byla opera uvedena v novém nastudování při příležitosti 150. výročí otevření Vídeňské opery. V hlavních rolích vystoupili: Císař (Stephen Gould), Císařovna (Camilla Nylund), Chůva (Evelyn Herlitzius), Posel duchů (Sebastian Holecek), Barvíř Barak (Wolfgang Koch), Barvířka (Nina Stemme) a další. Dále účinkoval sbor a orchestr Vídeňské státní opery, provedení řídil Christian Thielemann.[5][6]